# توقيت تركيا
يتم تحديد الوقت في تركيا بواسطة ت ع م+03:00 على مدار العام. يسمى هذا الوقت أيضًا بتوقيت تركيا (TRT). الوقت الحالي هو نفسه في التوقيت العربي الرسمي والمنطقة الزمنية لموسكو. تم اعتماد توقيت تركيا من قبل الحكومة التركية في 8 سبتمبر 2016. كان أيضًا قيد الاستخدام في جمهورية شمال قبرص التركية حتى عادت إلى EET في أكتوبر 2017.

## تاريخ
حتى عام 1927, كان «التوقيت التركي» (أو وقت alla turca أو ezân time) يشير إلى نظام ضبط الساعات على 12:00 منتصف الليل عند غروب الشمس. استلزم هذا تعديل الساعات يوميًا، على الرغم من إعادة ضبط ساعات الأبراج مرتين أو ثلاث مرات في الأسبوع فقط، وتباين الوقت الدقيق من موقع إلى آخر اعتمادًا على خطوط الطول والعرض. تم تقسيم اليوم إلى فترتين كل منهما 12 ساعة، بينما الثانية 12:00 تحدث عند «شروق الشمس النظري». من الناحية العملية، استخدمت خطوط السكك الحديدية التركية كلاً من التوقيت التركي (للجداول العامة) وتوقيت أوروبا الشرقية (لجدولة القطارات فعليًا), واستخدمت خطوط التلغراف الحكومية توقيت سانت صوفيا (أي توقيت باريس + 1:47:32) للتوقيت الدولي البرقيات.
حتى عام 2016, كانت تركيا تستخدم توقيت أوروبا الشرقية (EET) في الشتاء (ت ع م+02:00) والتوقيت الصيفي لأوروبا الشرقية (EEST) (UTC + 03: 00) خلال فصل الصيف. يتبع تاريخ الانتقال بين التوقيت القياسي والتوقيت الصيفي قواعد الاتحاد الأوروبي بشكل عام، ولكن كان هناك اختلافات في بعض السنوات. في عام 2016, تم اتخاذ قرار البقاء على UTC + 03:00 على مدار العام. في أكتوبر 2017, أعلنت الحكومة التركية أنه اعتبارًا من 28 أكتوبر 2018, ستعود البلاد إلى EET, ولكن تم التراجع عن هذا القرار في نوفمبر 2017. في أكتوبر 2018، وهو الرئاسي أعلن مرسوم UTC + 03: 00 ستظل دائمة على مدار العام المنطقة الزمنية للبلاد.